# Cystocloniaceae
Cystocloniaceae is een familie van roodwieren uit de orde Gigartinales.

## Geslachten
- Acanthococcus J.D.Hooker & Harvey, 1845
- Austroclonium Min-Thein & Womersley, 1976
- Calliblepharis Kützing, 1843
- Craspedocarpus F.Schmitz, 1897
- Cystoclonium Kützing, 1843
- Erythronaema J.Agardh, 1892
- Fimbrifolium G.I.Hansen, 1980
- Gloiophyllis J.Agardh, 1890
- Hypnea J.V.Lamouroux, 1813
- Hypneocolax Børgesen, 1920
- Meridionella Tonicelli, M.E.Croce & Hommersand, 2021
- Peltasta J.Agardh, 1892
- Rhodophyllis Kützing, 1847
- Stictosporum J.Agardh, 1890

Niet (meer) geaccepteerde geslachten
- Bifida Stackhouse, 1809 → Rhodophyllis Kützing, 1847
- Ciliaria Stackhouse, 1809 → Calliblepharis Kützing, 1843
- Dictyopsis Sonder, 1855 → Craspedocarpus F.Schmitz, 1897
- Sarcophylla Stackhouse, 1816 → Calliblepharis Kützing, 1843
- Stictophyllum Kützing, 1847 → Rhodophyllis Kützing, 1847
- Grunowiella F.Schmitz, 1896 (nomen dubium)